# Erengisle Plata den äldre
Erengisle Plata av Skara eller Erengils Plate (nämnd 1278-1290, död före 1332) var en svensk storman, riddare, och svenskt riksråd.

## Historia
Erengisle Plata sägs ha medverkat som sven i tornérspelen efter att freden i Laholm mellan Sverige och Danmark, undertecknats av Magnus Ladulås och Erik Klipping i Laholm i början av året 1278. Efter att vid första stöten ha kastat den danska riddaren Magnus Dysavald ur sadeln, vann Erengisle hans präktiga häst och 100 mark.
Erengisles vapensköld är känt från hans sigill när han 14 maj 1286 beseglar sin styvdotters brev.

## Familj
Gift 1) med den heliga Birgittas moster Ramborg Bengsdotter av Bjälboättens lagmansgren. Ramborg var dotter till lagman Bengt Magnusson (Bjälboättens lagmansgren) (och möjligen Sigrid den fagra). och gift 2) med änkan efter Johan den Wermske.
Riddaren Erengisle Plata var död 25 juli 1332 när två av hans kända barn är omnämnda, sonen Hemming Erengislesson och dottern Katarina Erengisledotter.